# 科波爾灣

芬蘭灣南岸

科波爾灣是芬蘭灣的南部海灣，位於俄羅斯列寧格勒州，海灣長12公里、闊26公里，水深20米，名稱取自海灣南面的中世紀堡壘，城市有索斯諾維博爾。
59°51′N 28°48′E / 59.850°N 28.800°E